# Buuhoodle
Buuhoodle – miasto w północno-zachodniej Somalii; stolica regionu Cayn i stanu Khaatumo; 9 607 mieszkańców (2005). Jest stolicą okręgu Buuhoodle. Terytorium sporne między Somalilandem, Puntlandem i Khaatumo.